# Misioneras de María Auxilio de los Cristianos
Las Hermanas Misioneras de María Auxilio de los Cristianos (oficialmente en inglés: Missionary Sisters of Mary Help of Christians)), en sus orígenes Misioneras Catequistas de Shillong, son una Congregación religiosa católica femenina de derecho pontificio, fundada por el misionero salesiano italiano Stefano Ferrando en Shillong, India, el 24 de octubre de 1942. Las religiosas de este instituto, conocidas como Misioneras de María Auxiliadora o simplemente como Ferrandinas, posponen a sus nombres las siglas M.S.M.H.C.

## Historia
El misionero salesiano Stefano Ferrando, siendo obispo de Shillong, fundó en 1942 una comunidad de mujeres catequistas, con el fin de dedicarse a las misiones rurales de su diócesis con vocaciones nativas. El 24 de octubre de 1942, considerada como la fecha de fundación, hicieron su profesión religiosa las primeras hermanas del instituto, que en sus orígenes se llamaban Misioneras Catequistas de Shillong. Con la aprobación de Propaganda Fidei el Instituto se estableció como congregación de derecho diocesano, dejando en mano de las Hijas de María Auxiliadora, la formación de las primeras religiosas.
El 24 de mayo de 1948 (fiesta de María Auxiliadora), con la aprobación de las primeras constituciones, la congregación cambió el nombre por el de Misioneras de María Auxilio de los Cristianos. El 21 de mayo de 1977 recibieron la aprobación pontifica de parte del papa Pablo VI y desde el 27 de junio de 1986 forman parte de la Familia Salesiana.

## Actividades y presencias
Las Ferrandinas se dedican a la labor misionera en un amplio campo de actividades, en colaboración con el clero diocesano, especialmente en la instrucción de la juventud a través de la catequesis y en la atención social y sanitaria.
En 2011, las Misioneras de María Auxiliadora contaban unas 1121 religiosas y unas 172 casas, todas en India. La curia general se encuentra en Guwahati, y su actual superiora general es la religiosa Mary Thadavanal.

## Personajes ilustres
- Stefano Ferrando (1890-1978), venerable, fundador de la Congregación y obispo de Shillong. Fue declarado venerable por el papa Francisco el 3 de marzo de 2016.[1]